# Křesťanský nacionalismus
Křesťanský nacionalismus je forma ideologie náboženského nacionalismu,která se zaměřuje na prosazování křesťanských hodnot a způsobu života s cílem dosáhnout dominantního postavení v politice a společnosti. Tento směr usiluje o to, aby křesťané měli výsadní postavení při vytváření morálních a kulturních pravidel v rámci společnosti. V zemích se státním náboženstvím tato hnutí usilují o zavedení křesťanského státu. Mezi příznivce této ideologie patří i křesťanští fundamentalisté.

## Podoby dle zemí

### Finsko
Ve Finsku byla ke křesťanským nacionalistům řazena krajně pravicová proruská strana Moc patří lidem. Strana se také inspirovala v zakázané křesťansko-fašistické straně Vlastenecké lidové hnutí, která ve Finsku fungovala v letech 1933 až 1944.

### Kanada
V Kanadě získalo hnutí křesťanských nacionalistů pozornost veřejnosti zejméne od pandemie covidu-19. Příznivci tohoto hnutí si získali nové sympatizanty kvůli kritice vládních lockdownových opatření. Mezi nimi například hnutí Liberty Coalition Canada, které bylo poté propagováno i některými politiky. Následně se jejich protesty spojily s nacionalistickým hnutím Canada First. Obě hnutí dále propagoval texaský dezinformátor Alex Jones.
V průzkumu Pew Research Center z roku 2024 se 3 % Kanaďanů sama identifikovala coby „náboženští nacionalisté“.

### Maďarsko
Uhersko v 20. století, během vlády Miklóse Horthyho, je považováno za typický příklad režimu křesťanského nacionalismu. Historik István Deák ho charakterizoval následovně: „V letech 1919 až 1944 bylo Maďarsko pravicovou zemí. Jeho vlády, vykované z kontrarevolučního dědictví, obhajovaly 'nacionalistickou křesťanskou' politiku; vychvalovaly hrdinství, víru a jednotu; pohrdaly francouzskou revolucí a zavrhly liberální a socialistické ideologie 19. století. Vlády viděly Maďarsko jako hráz proti bolševismu a jeho nástrojům: socialismu, kosmopolitismu a svobodnému zednářství. Vytvořily vládu malé kliky aristokratů, státních úředníků a armádních důstojníků a s obdivem obklopily hlavu státu, kontrarevolučního admirála Horthyho.“
V 21. století ideologii křesťanského nacionalismu v Maďarsku hájil Viktor Orbán, a to na národní i evropské úrovni.
V průzkumu Pew Research Center z roku 2024 se 1 % Maďarů samo identifikovalo coby „náboženští nacionalisté“.

### Rusko
Ruský prezident Vladimir Putin byl považován za globálního vůdce křesťanského nacionalismu a potažmo křesťanské pravice. Během své vlády výrazně navýšil moc a vliv Ruské pravoslavné církve. Sám podle svých slov vyznává pravoslaví. Udržoval také blízké vazby s patriarchy Alexijem II. a Kirillem.
Mezi další propagátory křesťanského nacionalismu v Rusku patří neonacistické paramilitantní Ruské imperiální hnutí. To po Evropě verbuje radikály pro boj v Rusko-ukrajinské válce. Současně je propojené s neonacistickým hnutím v USA (například Atomwaffen Division).

### Spojené státy americké
Ideologie křesťanského nacionalismu je ve vysoké míře přítomna v americkém vlasteneckém hnutí. Tamní křesťanští nacionalismté tvrdí, že Spojené státy jsou zemí založenou křesťany a pro křesťany. Propagují „fúzi identitární křesťanské identity a kulturního konzervatismu s americkou občanskou sounáležitostí“. Hnutí křesťanského nacionalismu se zde často překrývají s hnutími křesťanského fundamentalismu, nadřazenosti bílé rasy a nadřazenosti křesťanů. Většina výzkumníků popsala americký křesťanský nacionalismus jako „autoritářský“ a „vynucující hranice“, ale nedávný výzkum se zaměřil také na to, jak se libertarianismus, ideologie propagující malý stát a neoliberální politická ekonomie staly součástí americké křesťanské politické identity.
Křesťanští nacionalisté požadují přítomnost křesťanských symbolů ve veřejném prostoru a státní záštitu pro veřejné praktikování náboženství. Požadují, aby křesťanské svátky, jako Vánoce, byly státními svátky, dále vyžadují modlelní ve školách, hromadné zpívání vlastenecké křesťanské písně God Bless America, veřejné vystavování betlémů během vánočních svátků a křesťanského kříže na Velký pátek.
V roce 1955 Američané do slibu věrnosti přidali frázi „one Nation under God“ (tj. „jednomu nedělitelnému národu, před Bohem“). Na amerických bankovkách je zase nápis „In God We Trust“ (tj. „Věříme v Boha“). Tím dochází k jistému splynutí křesťanství a vlastenectví.
Američtí křesťanští nacionalisté se přesto cítí, že jejich hodnoty a náboženství jsou ohroženy a marginalizovány. Mají obavy, že jejich svoboda šířit své morální hodnoty již nebude v budoucnu již dominantní, nebo v nejhorším případě bude zcela zakázána. Výzkumy ukázaly, že podpora křesťanského nacionalismu v USA vzrostla, když křesťanští Američané byli informováni o poklesu jejich demografického podílu.
Křesťanský nacionalismus byl spojen s podporou politického násilí. Taková podpora souvisí i s inklinací ke konspiračním informačním zdrojům, bílé identitě, vnímaní se coby oběti nebo podpoře hnutí QAnon. Průzkum z roku 2021 mezi 1100 dospělými v USA ukázal, že respondenti, kteří kombinovali křesťanský nacionalismus s těmito faktory, vykazovali zvýšenou podporu politickému násilí.
V 80. a 90. letech 20. století náboženská pravice v USA představovala náboženské tradicionalisty, kteří obhajovali náboženskou svobodu, rasovou rovnost, demokratické hodnoty a odluku církve od státu a zároveň pracovali na udržení dominance bílých protestantů. V polovině 90. let a zejména po útocích z 11. září 2001 ustoupili náboženští tradicionalisté křesťanským nacionalistům, kteří usilovali o výslovnou státní záštitu a vyloučení národnostních a rasových menšin. Islamofobie se brzy rozšířila a postihla Latinoameričany, Asiaty a další přistěhovalce, které začali označovat za hrozbu pro křesťanskou demokracii. Křesťanští nacionalisté také přijali etnonacionalistický bílý nativismus a rasismus. Většina bílých konzervativních a nacionalistických křesťanů podporovala prezidentství Donalda Trumpa, hnutí QAnon a útok na Kapitol Spojených států 6. ledna 2021.
Public Religion Research Institute zjistil, že v roce 2023 se 10 % Američanů označilo za „přívržence“ křesťanského nacionalismu, zatímco 20 % za „sympatizanty“. V „rudých státech“ tradičně spojených s Republikánskou stranou tato čísla vzrostla na 14 % a 24 %, zatímco mezi Trumpovými příznivci dále vzrostla na 21 % „přívrženců“ a 34 % „sympatizantů“.